# Dystovomita paniculata
Dystovomita paniculata är en tvåhjärtbladig växtart som först beskrevs av J.D. Smith, och fick sitt nu gällande namn av B. Hammel. Dystovomita paniculata ingår i släktet Dystovomita och familjen Clusiaceae. Inga underarter finns listade i Catalogue of Life.